# Free!
Free! (яп. フリー!, Фурі:!) — аніме-серіал студії Kyoto Animation, який вийшов в ефір на телеканалі Tokyo MX з 4 липня 2013 року з підзаголовком Iwatobi Swim Club. Режисером є Хіроко Уцумі, який раніше брав участь у проєктах Kyoto Animation як аніматор. Сценарист проєкту — Масахіро Йокотані, який написав сценарій до повнометражного фільму Годзілла, Мотра, Мехагодзілла: Врятуйте Токіо. В липні 2014 року вийшов другий сезон серіалу під назвою Free! Eternal Summer. 5 грудня 2015 вийшов повнометражний фільм Eiga High Speed! Free! Starting Days. Прем'єра третього сезону серіалу відбулася 11 липня 2018 року.

## Сюжет
Історія розповідає про п'ятьох молодих людей, що займаються плаванням. У молодшій школі четверо з них ходили в секцію з плавання. Потім їхні шляхи розійшлися — Харука і Макото вступили до одної середньої школи, Нагіса — до іншої (після чого всі троє вступили до старшої школи Іватобі), а четвертий, Мацуока Рін, вступив до школи плавання в Австралії і поїхав з країни. Повернувшись до Японії, він перевівся до школи Самедзука. Пізніше Рін викликає Харуку на змагання з плавання та виграє. Це поклало початок відкриттю плавальної секції в школі Іватобі. Завжди енергійний Нагіса вмовляє Харуку і Макото відкрити її, але їм не вистачало однієї людини. Не падаючи духом Нагіса змусив вступити до клубу Рея, який на той момент не вмів плавати…

## Головні герої
Харука Нанасе (яп. 七瀬遙, Нанасе Харука) — головний герой. Юнак середнього зросту з темним волоссям і яскравими синіми очима. Любить воду, але не любить естафети і плаває тільки вільним стилем. У міру розвитку сюжету Харука змінюється і набуває абсолютно протилежних якостей. Живе сам. Непогано малює й готує (переважно скумбрію).
Сейю: Нобунага Сімадзакі
Макото Татібана (яп. 橘真琴, Татібана Макото) — кращий друг дитинства Харуки і його однокласник. Високий юнак з каштановим волоссям і зеленими очима. Боїться океану, оскільки в дитинстві під час шторму загинув його знайомий рибалка. Капітан плавальної секції Іватобі.
Сейю: Тацухіса Судзукі
Нагіса Хадзукі (яп. 葉月渚, Хадзукі Нагіса) — ще один друг Харуки з молодшої школи. Веселий і життєрадісний, жовте волосся та фіолетові очі,середнього росту. Він захоплюється плаванням Харуки і вступає до його школи, щоб плавати разом з ним знову. Саме він умовив Рея Рюгадзакі вступити до секції.
Сейю: Цубаса Йонага
Рей Рюгадзакі (яп. 竜 ヶ 崎 怜, Рю: гадзакі Рей) — однокласник Нагіси. На початку історії він ходить до секції легкої атлетики, але пізніше приєднується до плавальної, тому що починає захоплюватися плаванням Харуки. Вважає привабливими тільки «красиві» види спорту.
Сейю: Дайсуке Хіракава
Рін Мацуока (яп. 松岡 凛, Мацуока Рін) — друг дитинства Харуки і команди, перебував з хлопцями в одній секції з плавання в молодшій школі. Переконав Харуку брати участь в естафеті, в якій вони перемогли, після чого відразу поїхав до Австралії, щоб удосконалюватися і стати олімпійським чемпіоном. Чотири роки провів в Австралії, після повернення переводиться до школи Самедзука і стає їхнім суперником.
Сейю: Мамору Міяно

## Виробництво
Аніме-серіал Free! був створений за мотивами роману High☆Speed! (яп. ハイ☆スピード, Хай☆Супі:до!) авторства Кодзі Одзі, яка отримала другу нагороду Kyoto Animation 2011 року як найкращий ранобе-твір. Студія Animation Do випустила заставку, яка показувалася по телебаченню. Реклама швидко набула вірусної популярності, особливо серед користувачів блогу Tumblr. Незважаючи на коротку тривалість ролика (30 секунд), в інтернеті стало з'являтися безліч фанфіків, присвячених персонажам з реклами, у них з'явилися вигадані біографії. Зважаючи на таку популярність було вирішено створити повноцінний серіал.

## Музика
Композитором проєкту є Тацуя Като. Він написав треки до таких аніме, як Ящик пропозицій Медаком і Дівчата-самураї.
- Відкривальні композиції (виконані групою OLDCODEX):
  - Rage On
  - Dried Up Youthful Fame
- Закривальні композиції (виконані групою Style Five):
  - Splash Free
  - Ever Blue (12 епізод 1 сезону)
  - Future Fish
  - Clear Blue Departure (13 епізод 2 сезону)

Склад гурту 'Style Five: Нобунага Сімадзакі, Тацухіса Судзукі, Цубаса Йонага, Дайсуке Хіракава, Мамору Міяно.